# نافولوكي

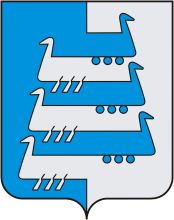

نافولوكي (الروسية: Наволоки) هي إحدى مدن روسيا في الكيان الفدرالي الروسي إيفانوفو أوبلاست.